# 미국 육상 연맹
미국 육상 연맹(영어: USA Track & Field)은 미국의 육상 종목 행정을 총괄하는 스포츠 행정 기구이다. 1979년에 설립되었으며 1879년에 설립된 미국 국립 아마추어 육상 선수 협회의 후신이다. 본부는 인디애나주 인디애나폴리스에 있다.